# The Geeks and the Jerkin' Socks
 (décembre 2013).
 (décembre 2013).
- Si vous ne connaissez pas le sujet, laissez ce bandeau (vous pouvez alors contacter les auteurs).
- Si vous supprimez le contenu mis en cause (vous pouvez préalablement contacter les auteurs),

argumentez précisément cette suppression dans la page de discussion
(un manque de référence n'est pas un argument ; une recherche réelle de référence doit avoir été effectuée, être formellement documentée).
Albums de Shaka Ponk
Bad Porn Movie Trax
(25 mai 2009) The White Pixel Ape
(17 mars 2014)
Singles
1. Let's Bang
Sortie : avril 2011[1]
2. My Name Is Stain
Sortie : 26 septembre 2011[2]
3. Palabra Mi Amor
4. I'm Picky
Sortie : octobre 2012[3]

The Geeks and the Jerkin' Socks est le 3e album de Shaka Ponk, sorti le 6 juin 2011. Cet album voit apparaître un nouveau membre dans le groupe en la présence de Sam, qui avait déjà travaillé avec eux dans les deux premiers albums en mettant sa voix dans des samples, notamment sur How We Kill Stars et Sum' Luv', qui vient apporter une voix féminine au groupe.

## L'album de la consécration?
C'est cet album qui les fait véritablement connaître du grand public[Interprétation personnelle ?]. La participation de Bertrand Cantat à la chanson Palabra mi Amor, ayant sans doute aidé à faire le buzz autour du groupe[réf. nécessaire].
Néanmoins, l'engouement du public dépasse le simple effet de curiosité, puisque l'album est disque de platine.
Il est également nommé pour le titre d'album rock de l'année aux Victoires de la musique 2012.

## Différences par rapport aux précédents albums

### Une touche féminine
La composition du groupe évolue en passant de cinq à six membres avec l’arrivée d’une chanteuse, Sam, qui travaillait déjà avec le groupe en backstage. Les chansons sont désormais interprétées en duo, à l’exception de certains titres comme Brunette Localicious ou Sex Ball qui sont chantés par Sam en solo ou Reset-After-All où on n'entend pas la voix de Sam, ce qui s'explique du fait que cette composition est antérieure à l'album.

### Des collaborations avec d'autres artistes
Pour la première fois, Shaka Ponk collabore avec d'autres artistes sur cet album. Le rappeur Beat Assaillant participe à la chanson no 11 Old School Rocka et Bertrand Cantat participe à la chanson no 12 Palabra Mi Amor.
Par ailleurs lors de leur concert du 5 janvier 2013 au Palais omnisports de Paris-Bercy, Mat Bastard du groupe Skip the Use est venu chanter avec eux.

## Récompenses
- Victoires de la musique 2012 : Nommé pour l'album rock de l'année
- 4 avril 2012 : Disque de platine[4]
- Victoires de la musique 2013 : Le spectacle musical / tournée / concert pour The geeks tour à l'Olympia, au Zénith et au Bataclan
- Victoires de la musique 2013 : Nommé pour le vidéo-clip de l'année avec le clip de Let's Bang

## Titres
| 1.    | Let's Bang                             | 4:04 |
| 2.    | I'm Picky                              | 3:55 |
| 3.    | Brunette Localicious                   | 3:44 |
| 4.    | I'm a Lady                             | 4:46 |
| 5.    | Sex Ball                               | 4:13 |
| 6.    | My Name Is Stain                       | 3:27 |
| 7.    | Shiza Radio                            | 5:00 |
| 8.    | Run Run Run                            | 3:55 |
| 9.    | Dancing Dead                           | 4:50 |
| 10.   | Reset After All                        | 3:58 |
| 11.   | Old School Rocka (avec Beat Assailant) | 4:57 |
| 12.   | Palabra Mi Amor (avec Bertrand Cantat) | 6:13 |
| 52:42 |                                        |      |

## Interprètes
- Frah : voix.
- Sam : voix.
- C.C : guitare.
- Ion : batterie.
- Mandris : basse.
- Steeve : samples.
- Goz : mascotte / "singe virtuel".